# Малы
Малы́ (эст. Mõla) — деревня в Печорском районе Псковской области России. Входит в состав сельского поселения «Изборская волость».
Расположена в Мальской долине в 24 км к юго-востоку от города Печоры и в 4 км к северо-западу от Изборска. Восточнее расположено Мальское озеро (бассейн реки Обдех) и Мальский монастырь (Спасо-Онуфриев скит Псково-Печерского монастыря)

## Население
| 2001 | 2002 | 2010 |
| ---- | ---- | ---- |
| 34   | ↘29  | ↘28  |

Численность населения деревни на 2000 год составляет 34 жителя, на 2011 год — 40 жителей.

## Археология
В 1912 году районе деревни Малы был найден каролингский меч с изображением усатого человека на навершии меча. 
- Мальский монастырь